# Cordilleras transversales
Las cordilleras transversales son un grupo de cadenas montañosas del sur de California (Estados Unidos), en la región fisiográfica de la cadena costera del Pacífico en América del Norte. Las cordilleras transversales comienzan en el extremo sur de la cordillera costera de California y se encuentran dentro de los condados de Santa Bárbara, Ventura, Los Ángeles, San Bernardino, Riverside y Kern. La cordillera peninsular se encuentra al sur. El nombre cordilleras transversales se debe a su orientación Este-Oeste, siendo transversales a la orientación general Noroeste-Sureste de la mayoría de las montañas costeras de California.
Las cordilleras se extienden desde el oeste de Punta Concepción hacia el este, unos 500 kilómetros hacia el desierto de Mojave y el desierto del Colorado. La geología y la topografía de las cordilleras expresan tres segmentos distintos que tienen elevaciones, tipos de rocas y vegetación contrastantes: el segmento occidental se extiende hasta la sierra de San Gabriel y la falla de San Gabriel; el segmento central incluye la cordillera hacia el este hasta la falla de San Andrés; y el segmento oriental se extiende desde la falla de San Andrés hacia el este, hasta el desierto del Colorado. Los segmentos central y oriental (cerca de la falla de San Andrés) tienen las mayores altitudes. 
La mayoría de las cordilleras se encuentran en la ecorregión de chaparrales y bosques de California. Las elevaciones más bajas están dominadas por el chaparral y el matorral, mientras que las más altas soportan grandes bosques de coníferas. La mayoría de las cordilleras en el sistema son bloques de falla, y fueron elevadas por movimientos tectónicos al final de la Era Cenozoica. Al oeste del puerto del Tejón, los tipos de rocas primarias son variados, con una mezcla de rocas sedimentarias, volcánicas y metamórficas, mientras que las regiones al este del paso están dominadas por rocas plutónicas graníticas y metasedimentarias.

## Geografía

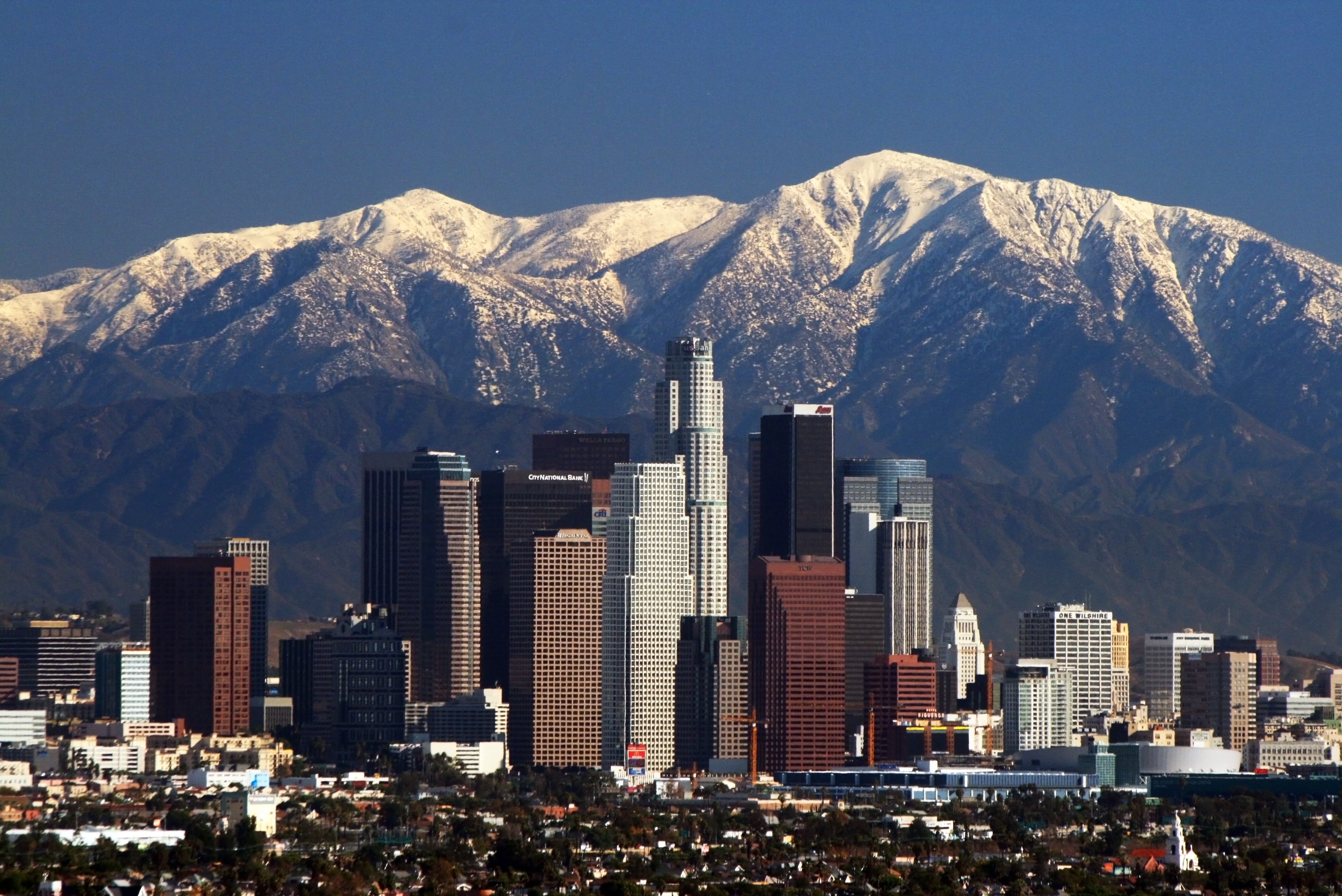
Las cordilleras se elevan abruptamente por encima de áreas urbanas principales como Los Ángeles

Los segmentos occidental y central de las cordilleras transversales están delimitados al norte y al este por la falla de San Andrés, que separa esos segmentos del desierto de Mojave. El segmento oriental limita con el sur del desierto de Mojave. Los principales pasos o puertos de montaña a lo largo de la falla de San Andrés son el puerto del Tejón, el puerto del Cajón y el puerto de San Gorgonio. Los componentes de las cordilleras transversales al norte y al este de la falla incluyen la sierra de San Bernardino, la sierra pequeña de San Bernardino, las sierras Pinto y Eagle. Se reconoce que los límites oeste y sur son el Océano Pacífico y el norte de las Islas del Canal. En tierra, la cuenca de Los Ángeles se encuentra en el límite sur de los segmentos occidental y central de las cordilleras. Los puertos principales que no se encuentran a lo largo de la falla de San Andrés son el puerto de Gaviota, el de San Marcos, la cuesta del Conejo, el puerto de Newhall y el paso de Cahuenga. 
Las cordilleras transversales se manifiestan como una serie de crestas aproximadamente paralelas con una altitud media de 900−2400 m. Las cordilleras son disectados por corrientes jóvenes y empinadas de caudal relativamente bajo; Como resultado, existe un alto relieve topográfico en todas las cordilleras, y aparte de las áreas marginales (por ejemplo, el Valle de San Fernando ) y algunos valles fluviales (como el valle de Lockwood y el valle de Big Bear Valley), no hay cuencas grandes y planas dentro las cordilleras. 
Las montañas se caracterizan por ser empinadas y difíciles de atravesar. Hay pocos pasos que sean lo suficientemente bajos o lo suficientemente anchos para dar cabida a volúmenes importantes de tráfico. Esto ha dado lugar a situaciones en las que las principales ciudades están conectadas con el resto del estado por relativamente pocas carreteras; por ejemplo, la gran mayoría del tráfico entre el Valle Central y el área de Los Ángeles pasa por el puerto de Tejón. Esto resulta en problemas de tráfico importantes en todo el sur de California cuando un paso debe cerrarse debido a fuertes nevadas o construcción. Ocasionalmente, las principales ciudades, como Santa Bárbara durante el deslizamiento de tierra de La Conchita en 2005, pueden quedar aisladas del acceso oportuno por carretera al resto del sur de California. 

### Picos
Los picos principales de las cordilleras transversales con al menos 150 m de prominencia, enumerados por altitud:
1. Monte San Gorgonio, 3506,1 m (sierra de San Bernardino)
2. Pico Anderson, 3304 m (sierra de San Bernardino)
3. Monte San Antonio, 3068,7 m (sierra de San Gabriel)
4. Montaña Sugarloaf, 3033,4 m (sierra de San Bernardino)
5. Monte Baden-Powell, 2867,3 m (sierra de San Gabriel)
6. Pico Galena, 2842,0 m (sierra de San Bernardino)
7. Pico Throop, 2786,5 m (sierra de San Gabriel)
8. Pico Telegraph, 2738,6 m (sierra de San Gabriel)
9. Pico Cucamonga, 2701,1 m (sierra de San Gabriel)
10. Monte Pinos, 2696,6 m.
11. Pico Ontario, 2649,6 m (sierra de San Gabriel)
12. Montaña Delamar, 2560,9 m (sierra de San Bernardino)
13. Cerro Noroeste, 2523,7 m.
14. Monte Islip, 2515,8 m (sierra de San Gabriel)
15. Montaña Gold, 2511,2 m (sierra de San Bernardino)
16. Pico Bertha, 2500,9 m (sierra de San Bernardino)
17. Montaña Frazier, 2443,6 m.
18. Montaña Iron, 2441,4 m (sierra de San Gabriel)
19. Pico Reyes, 2289,0 m (Pine Mountain Ridge)
20. Montaña Haddock, 2265,0 m (Pine Mountain Ridge)

### Sierras

#### Segmento occidental
Este segmento comienza en Punta Concepción en el condado de Santa Bárbara e incluye la sierra de Santa Ynez que corren paralelas a la costa detrás de Santa Bárbara. Las cordilleras transversales occidentales también incluyen la sierra Topatopa y sierra de Santa Susana del condado de Ventura y el condado de Los Ángeles, las colinas de Simi, la sierra de Santa Mónica que corren a lo largo de la costa del Pacífico detrás de Malibú, y cuya parte oriental se conoce como Hollywood Hills, y las colinas de Chalk. La parte norte de las Islas del Canal también forman parte de las cordilleras transversales; Las islas San Miguel, Santa Rosa, Santa Cruz y Anacapa son una extensión hacia el oeste de las montañas de Santa Mónica. 

#### Segmento central
Las cordilleras incluyen la escarpada sierra de San Gabriel noreste de Los Ángeles, la sierra de Tehachapi al sureste de Bakersfield, la sierra de Verdugo, la sierra de Liebre-Sawmill, las colinas de San Rafael, las colinas de Puente, las colinas de San José y las colinas de Chino. 

#### Segmento oriental
La sierra de San Bernardino, las sierrita de San Bernardino y las sierras de Pinto, Eagle y Orocopia se encuentran dentro del segmento este. El desierto de Mojave y el desierto bajo de California, incluido el valle de Coachella, se encuentran en el extremo este de las cordilleras. 
Las cordilleras al norte del segmento occidental, que son casi transversales pero que forman parte de los cordilleras de la costa de California, son la sierra de San Rafael y las montañas de la sierra Madre. Asimismo, la sierra de Tehachapi norte del desierto de Mojave, aunque casi transversales, son el extremo sur de la Sierra Nevada. 

### Clima
El clima en la mayor parte de la cordillera es Csb (Mediterráneo de verano cálido) según la clasificación climática de Köppen; los tramos superiores de la sierra de San Gorgonio tienen un clima de tundra alpina (ET), mientras que las laderas más bajas del norte de la cordillera tienen un clima desértico (BW) o estepario (BS); la mayoría de las tierras bajas cercanas al sur y al oeste tienen un clima mediterráneo de verano caluroso (Csa).
La nieve cae por encima de los 1800 m en la mayoría de inviernos, y por encima de 900 ft cada cuantos años. Es raro que las elevaciones que superen los 2400 metros (2624,7 yd) pasen varios inviernos sin nieve, incluso durante sequías severas. Debido a la humedad relativamente baja, la línea de nieve regional se encuentra entre 4260−4870 m, por encima de la elevación más alta de la cordillera; como tal, la nieve no persiste durante todo el año excepto en forma de parches de nieve. 
La línea de árboles se encuentra a unos 3350 m; La montaña de San Gorgonio es el único pico con un ambiente alpino. 

## Geología

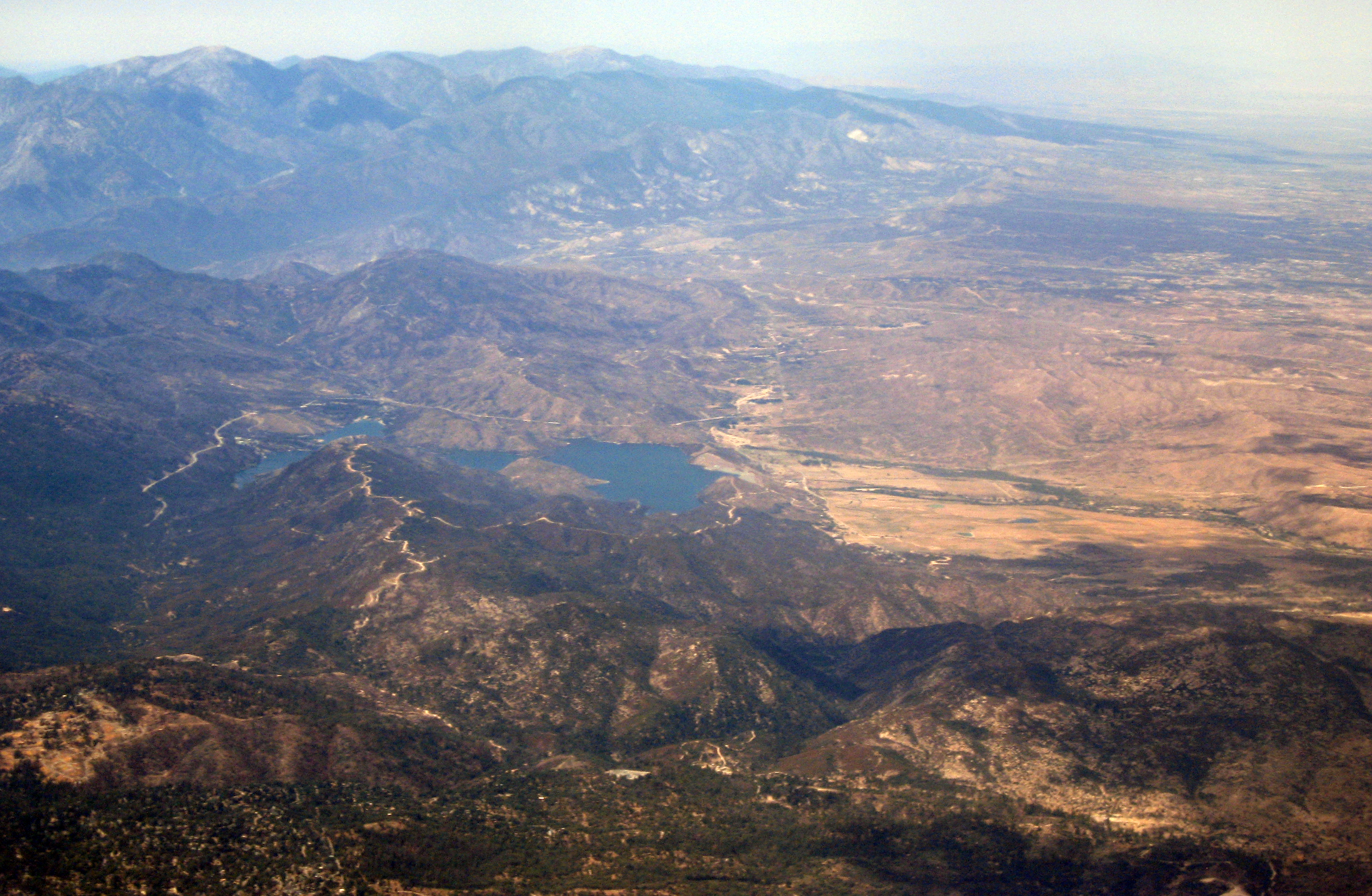
Vista al oeste de la parte este de las sierras de San Bernardino y San Gabriel, con el desierto de Mojave a la derecha y el lago Silverwood cerca del límite. La falla de San Andrés corre directamente por el medio hacia el horizonte.

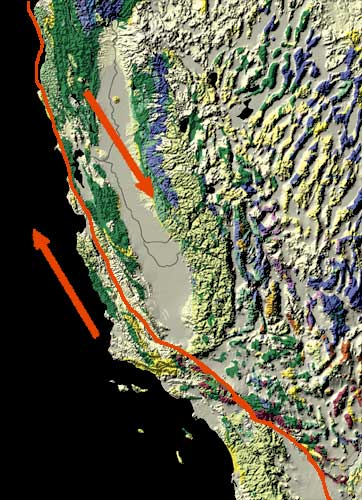
La falla de San Andrés tiende más de este a oeste, donde atraviesa las cordilleras transversales.

### Tectónica
Las cordilleras transversales son el resultado de un complejo de fuerzas tectónicas y fallas que surgen de la interacción de la placa del Pacífico y la placa de norteamericana a lo largo del sistema dextral (deslizamiento derecho) de la falla de San Andrés. Su orientación a lo largo de un eje este-oeste en oposición a la tendencia general noroeste-sureste de la mayoría de las cordilleras de California resulta de un pronunciado paso a la izquierda en la falla de San Andrés que ocurrió en el tiempo del Plioceno (hace c. 4 millones de años) cuando los tramos sur de la falla se movieron hacia el este para abrir el Golfo de California. La corteza dentro de la placa del Pacífico al sur de las cordilleras no puede girar fácilmente a la izquierda hacia el oeste, ya que toda la placa se mueve hacia el noroeste, lo que obliga a que las piezas de la corteza se compriman y se eleven. 
Antes de este desplazamiento de la falla para crear la curva a la izquierda, los cinturones de roca con tendencia noroeste-sureste en todos las cordilleras transversales comenzaron a rotar en el sentido de las agujas del reloj en la cizalladura derecha del movimiento de la placa del Pacífico y la placa norteamericana. Esta rotación tectónica comenzó en el Mioceno temprano y continúa en la actualidad. La rotación total es de aproximadamente 90° en las cordilleras transversales occidentales y menor (aproximadamente 40°) en las cordilleras orientales. La isla Santa Catalina muestra la mayor rotación: casi 120°. 
Un mecanismo propuesto para el evento de rotación es la captura de la placa Monterey en subducción por la placa exterior del Pacífico. Debido a que la placa de Monterey estaba debajo del sur de California en ese entonces, la captura dio como resultado que la corteza suprayacente fuera jalada hacia afuera y hacia el norte desde el resto de California.

### Rocas
Las rocas de las cordilleras transversales exhiben diferencias extremas en edad y composición geológica, que varían desde rocas sedimentarias en el oeste de la sierra de Santa Ynez y rocas volcánicas en la de Santa Mónica hasta rocas principalmente graníticas y metamórficas en los segmentos central y oriental, incluyendo las sierras de San Gabriel y San Bernardino. 
Las rocas profundas más antiguas son de la edad Proterozoica y se encuentran en la sierra de San Gabriel y la sierra de San Bernardino. El complejo Franciscano Jurásico - Cretácico se encuentra en la sección occidental de las cordilleras y es el supuesto basamento de este segmento. Las rocas plutónicas expuestas del Mesozoico, en su mayoría granitos, se pueden encontrar en el Monte Pinos y generalmente en las regiones al este del puerto del Tejón. Las rocas más jóvenes son rocas sedimentarias y volcánicas cenozoicas que se pueden encontrar a lo largo de las cordilleras . 
El segmento occidental se distingue por el gran espesor de rocas sedimentarias del Cretácico y Cenozoico, estimadas en hasta 10 kilómetros. Los depósitos más gruesos de estos se encuentran en el Canal de Santa Bárbara y la cuenca de Ventura. Estos son en su mayoría de origen marino con un marcado cambio a redbeds de los sistemas fluviales del Oligoceno en los segmentos occidental y central. 
Calizas y dolomías de la formación marina Mioceno Monterey se encuentran en la sierra de Santa Ynez y en las cordilleras costeras al norte. 

### Fallas

Los segmentos de las cordilleras transversales se muestran sombreados con fallas adyacentes. Catalina no suele incluirse en la provincia, pero tiene fallas geológicas similares.

La característica distintiva de las cordilleras transversales, además de su orientación anómala, es que están delimitadas por fallas de tendencia este-oeste. La mayoría son fallas de deslizamiento izquierdo. En los segmentos occidental y central, muchas de las fallas son fallas de empuje. Las fallas en las cordilleras costeras y las cordilleras peninsulares tienen una tendencia noroeste-sureste y se topan con las fallas con tendencia este-oeste de las cordilleras transversales. Debido a que todas estas fallas se consideran activas y sísmicas pero se cortan entre sí, la única geometría que satisface esa observación es si las fallas este-oeste y las cordilleras transversales están rotando en el sentido de las agujas del reloj con respecto a las fallas fuera de esa provincia.
Entre el segmento occidental y las cordilleras peninsulares al sur se encuentra la compleja falla de la costa de Malibú, Santa Mónica y Hollywood, que existe como la frontera entre estas dos provincias, en su mayoría geológicamente unitarias. Estas fallas son parte del mismo sistema de fallas de empuje al sur de las islas del Canal de San Miguel, Santa Rosa y Anacapa. Al norte del segmento occidental, las fallas limítrofes son las fallas de Santa Ynez y de la montaña Pine. La falla de San Gabriel y San Andrés delimitaban el segmento central. El segmento oriental está delimitado por la falla de la montaña Pinto en el norte y la falla de Salton Creek en el sur. 

### Petróleo
El gran espesor de sedimentos marinos en el segmento occidental lo ha convertido en un hábito para el petróleo. Varias docenas de campos se encuentran en tierra y mar adentro, particularmente en el Canal de Santa Bárbara y la Cuenca de Ventura. Mucho petróleo se ha acumulado en la Formación Monterey, que se produce en tierra y en alta mar. En el este del canal de Santa Bárbara, el petróleo se encuentra en rocas sedimentarias más jóvenes. La Cuenca de Los Ángeles al sur del segmento occidental, se formó durante la rotación de ese segmento lejos de la Cordillera Peninsular. También es un sitio de prolífica producción de aceite. El Servicio Geológico de California declara: 

Se han plegado y fallado grandes espesores de rocas sedimentarias ricas en petróleo del Cenozoico, lo que convierte a California en una de las áreas productoras de petróleo más importantes de los Estados Unidos.

## Ecología

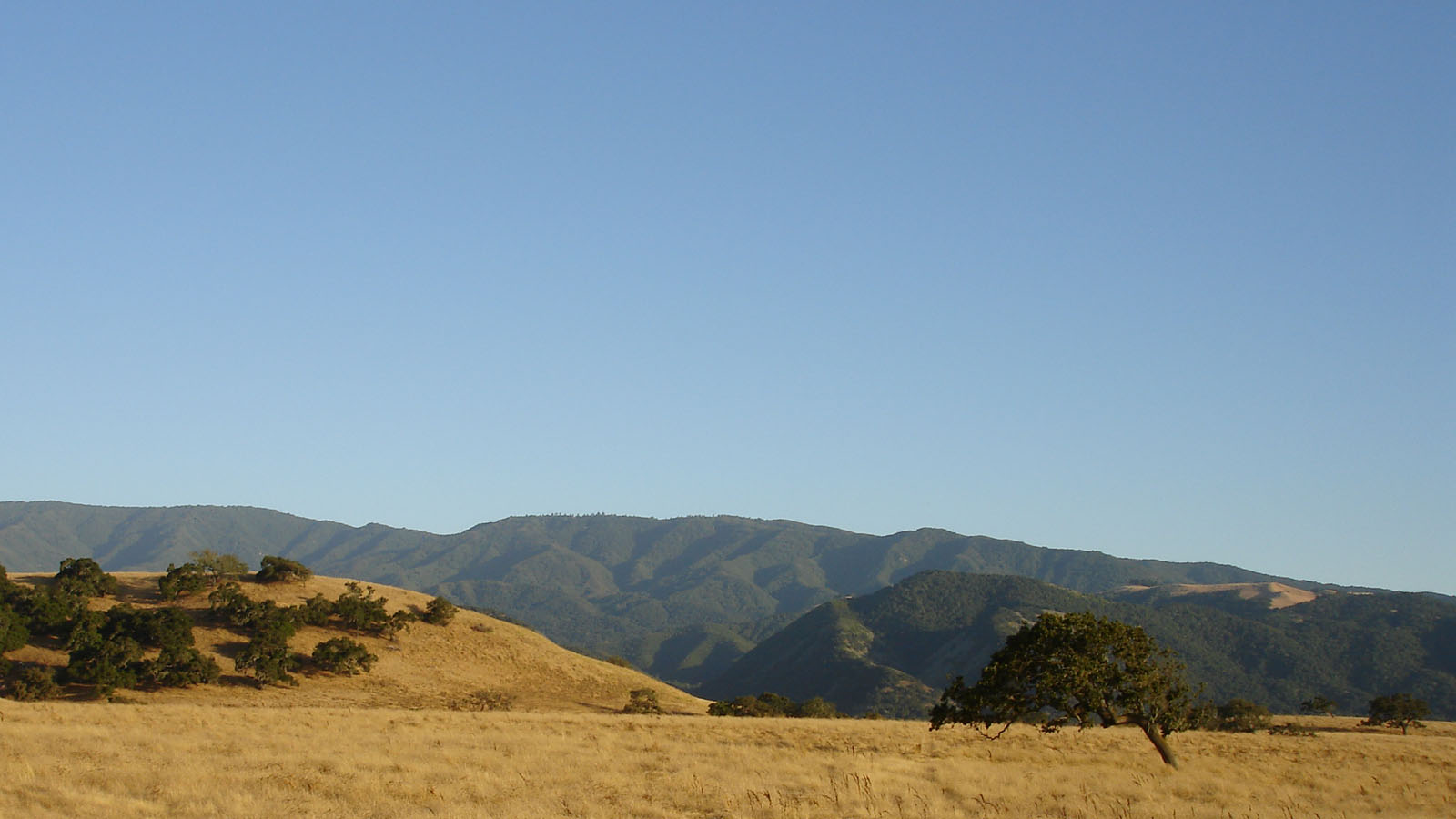
Los bosques de robles de tipo sabana son típicos de las cordilleras más occidentales; aquí se muestra la ladera norte de la sierra de Santa Ynez

Las ecorregiones de las cordilleras transversales incluyen matorrales de salvia costera, bosques de robles y sabanas, y bosques de piñones y enebros en elevaciones más bajas, y bosques de pinos amarillos, Lodgepole y bosques subalpinos en elevaciones más altas. Los bosques nacionales Ángeles y Los Padres cubren porciones de las cordilleras transversales. Las cordilleras son parte de la ecorregión de chaparrales y bosques de California, pero los puntos orientales de las cordilleras tocan dos regiones desérticas, el desierto de Mojave y la sección del desierto de Colorado en el desierto de Sonora. La llanura de Carrizo linda con el borde norte de la cordillera transversal. 
El chaparral es una característica común de las cordilleras transversales. Las plantas asociadas comunes en el chaparral, especialmente en la transición entre el chaparral costero y el matorral de salvia costero, incluyen la artemisa de California y Toyon, este último arbusto tiene su límite sur de distribución definido por las cordilleras transversales. 
El bosque de piñones y enebros es común en las laderas norte de las sierras de San Gabriel y San Bernardino. Este ecosistema es fácilmente visible en la transitada región del Puerto de Soledad, entre Pearblossom y Santa Clarita. 

### Impacto urbano
Varias llanuras costeras y valles interiores densamente pobladas se encuentran entre las cadenas montañosas, incluyendo la llanura de Oxnard del condado costero de Ventura, el valle de Santa Clarita al norte de Los Ángeles, el valle de San Fernando, que se incluye principalmente en la ciudad de Los Ángeles. La cuenca de Los Ángeles, que incluye la parte del condado de Los Ángeles al sur de la sierra de Santa Mónica y la mayor parte del condado de Orange, y la cuenca del Inland Empire, que incluye las ciudades de San Bernardino y Riverside, se encuentran entre las cordilleras transversales y las cordilleras peninsulares. al sur. 

## Transporte

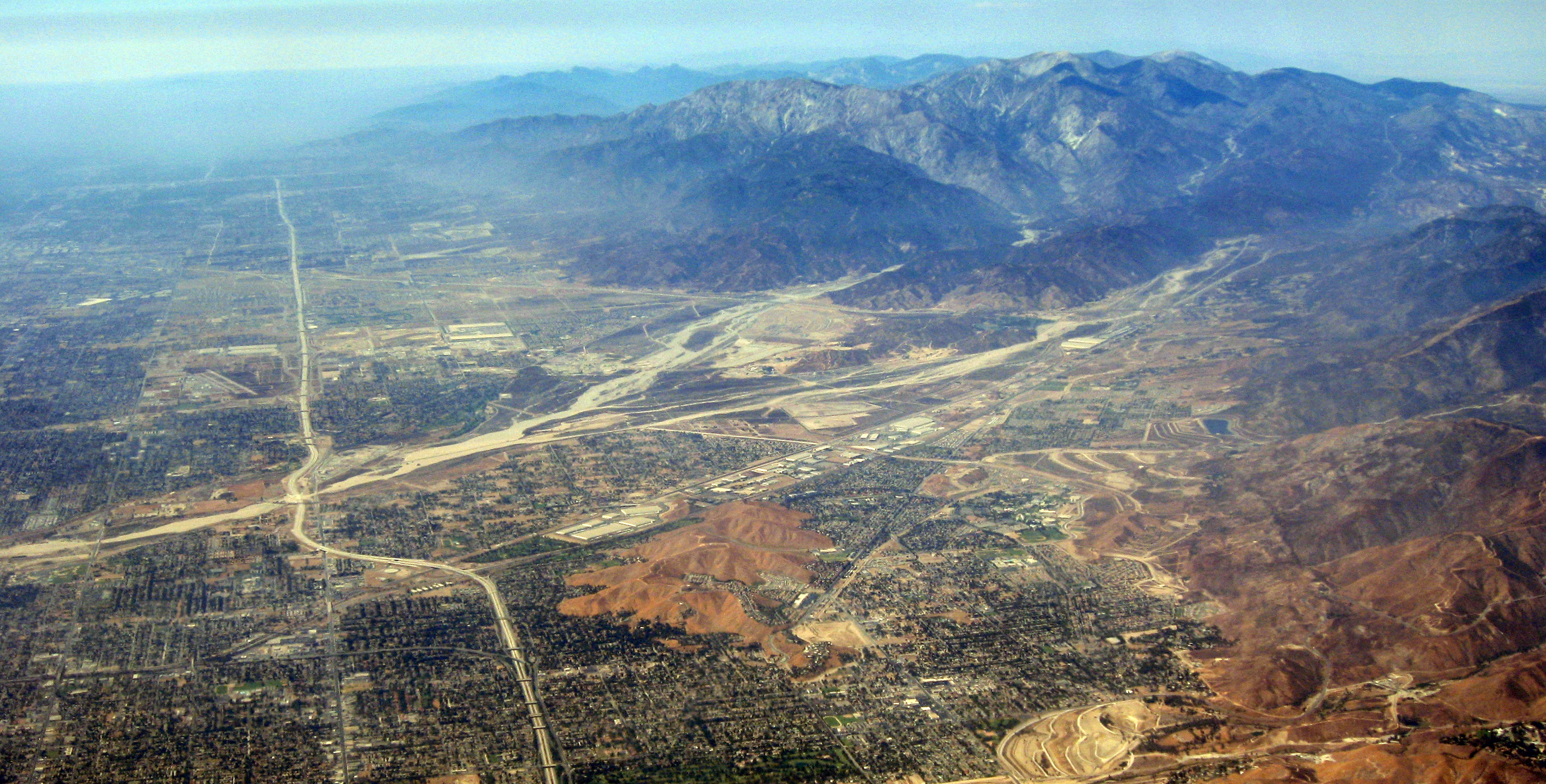
Vista hacia el oeste en la parte occidental de las sierras de San Bernardino y San Gabriel, con el Valle de San Bernardino a la izquierda, con San Bernardino mismo en primer plano. La autopista Foothill Freeway (I-210) corre hacia el horizonte, mientras que la I-15 atraviesa puerto del Cajón hacia la derecha.

Hay varias autopistas importantes que cruzan las cordilleras transversales, como (de oeste a este) la US-101, la I-5 en el puerto del Tejón, la SR 14 en el puerto de Soledad y la I-15 en Cajon Pass. Estas carreteras unen el sur de California con lugares al norte y noreste como San Francisco y Las Vegas, respectivamente. Con la excepción de varios pases altos en SR 33, SR 2, SR 330 menos transitados. SR 18 y SR 38, ninguno de estos pases está en elevaciones altas, con el puerto del Cajón a un modesto 4,190 pies (1277 m) sobre el nivel medio del mar; esto significa que la nieve es un factor menos importante aquí que en los pasos de montaña moderados a altos del norte como Donner Pass. Aun así, a veces, las fuertes nevadas pueden atascar el tráfico en los puertos del Tejón y Cajón, los dos más altos de los tres pasos de la autopista. La I-5 y la I-15 comúnmente experimentan mucho tráfico en su ruta montañosa a través de estas montañas. 